# Syngatha geometriana
Syngatha geometriana is een vlinder uit de familie van de spinneruilen (Erebidae). De wetenschappelijke naam van deze soort is voor het eerst voorgesteld als Eublemma geometriana door Pierre Viette in een publicatie uit 1981.
De soort komt voor op Madagaskar.